# Giado
Giado är en ort i Libyen. Den ligger i den nordvästra delen av landet, 150 km sydväst om huvudstaden Tripoli. Giado ligger 667 meter över havet och antalet invånare är 6 013.
Terrängen runt Giado är kuperad åt nordväst, men åt sydost är den platt. Runt Giado är det glesbefolkat, med 11 invånare per kvadratkilometer. Det finns inga andra samhällen i närheten. Trakten runt Giado är ofruktbar med lite eller ingen växtlighet.